# كايلي برايس
كايلي برايس (بالإنجليزية: Kylie Price)‏ هي مغنية وكاتبة غنائية نيوزيلندية، ولدت في 1994.

## وصلات خارجية
- الموقع الرسمي